# Tata Nano
La Tata Nano è stata un'autovettura economica prodotta dalla Tata Motors tra marzo 2009 e il 2018; la vettura è stata venduta unicamente nel mercato indiano e nelle nazioni limitrofe al prezzo di 100.000 rupie (equivalenti a 1.469,29 euro).
Nata con l'intento di raggiungere i ceti meno abbienti, motivo per cui il prezzo complessivo era piuttosto ridotto, la Nano si è rivelata un insuccesso, spingendo i vertici aziendali ad accantonare nel 2018 l'intero progetto.

## Il contesto
La vettura è omologata per quattro persone in 3,1 metri di lunghezza, 1,5 di larghezza e 1,60 di altezza ed è dotata di un piccolo motore bicilindrico da 30 CV collocato sul retrotreno.

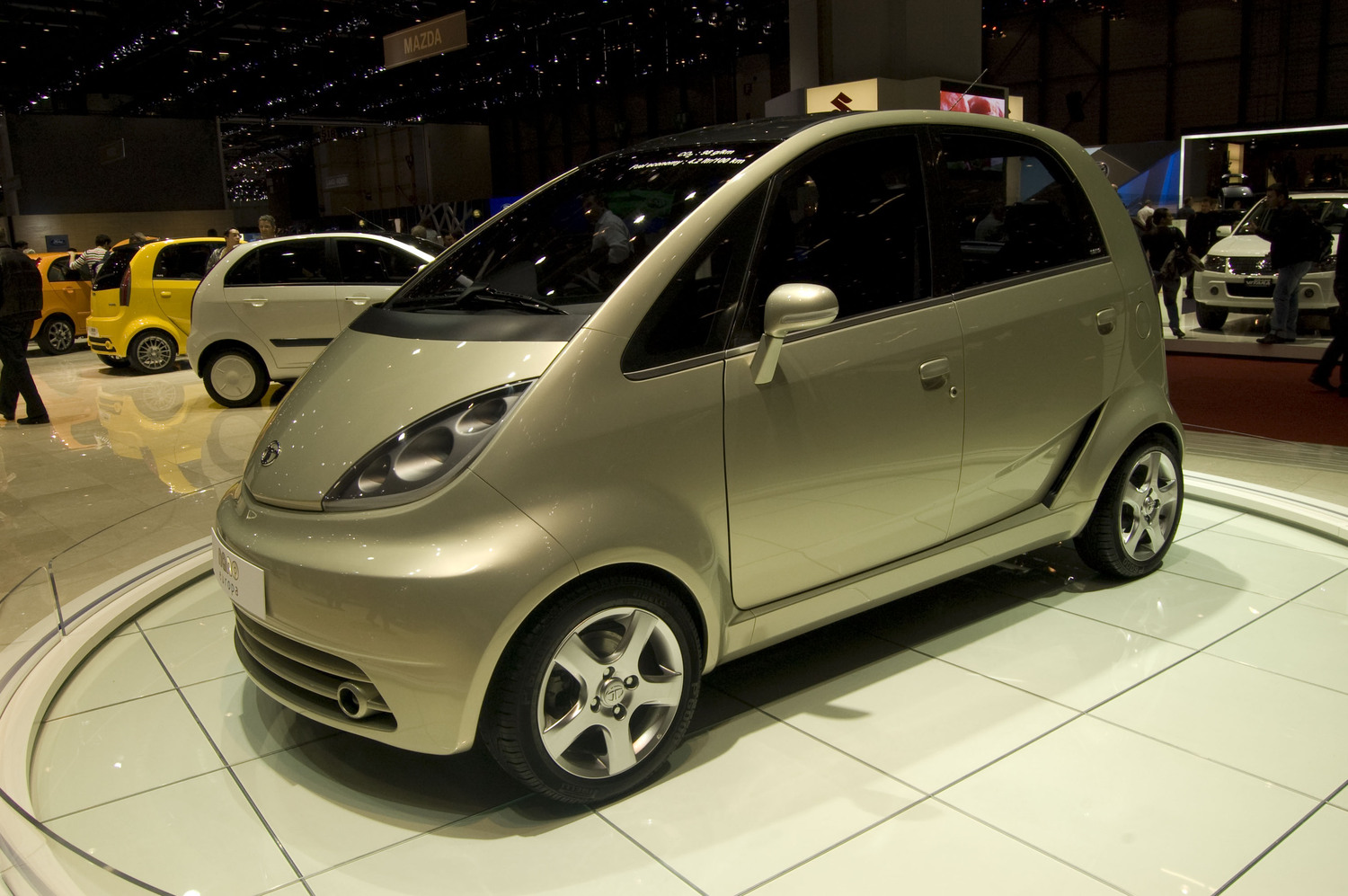
La concept car Tata Nano Europa, realizzata secondo i gusti del pubblico europeo

Al momento della dichiarazione nel 2003, ci si aspettava un prezzo finale maggiore (intorno ai 4.000 euro) e una vettura più spartana (senza tetto, copertura in tela), ma gli ingegneri Tata pensarono una vettura differente, motivando le scelte con tre citazioni importanti: quello che non c'è non si rompe, quello che non c'è non pesa, quello che non c'è non costa. È quindi nata un'automobile che, seppur moderna, ha caratteristiche molto simili ai modelli europei di 30 anni prima, ma nel rispetto delle più recenti normative sulle emissioni di diossido di carbonio (all'epoca era in vigore la Euro 4).
Lo scopo di questa piccola autovettura era quello di dissuadere i cittadini appartenenti alle classi meno abbienti dall'acquistare e utilizzare ciclomotori o veicoli simili ritenuti più pericolosi di una normale autovettura.
La versione indiana, l'unica effettivamente prodotta, ha il portellone posteriore saldato, motivo per cui si accede al bagagliaio dall'interno. Il motore è posto appena sotto di esso.
La carrozzeria è di tipo body on frame con intelaiatura in acciaio, il serbatoio è posto frontalmente, la strumentazione prevede solo la spia di riserva del serbatoio, la spia dell'olio e il tachimetro, il tergicristallo è unico, non è presente il servosterzo, la regolazione dei finestrini è manuale e l'aria condizionata è disponibile solo nella versione Luxury.
Gli allestimenti previsti erano due, Standard e Luxury, che differiscono per alcuni accorgimenti estetici (per esempio nella versione Luxury i paraurti sono abbinati agli stessi colori della carrozzeria).

## Collaborazioni
La Caparo, marchio inglese conosciuto prevalentemente per la realizzazione della Caparo T1, ha stretto un accordo con la Tata che impegnerà la casa anglosassone nel fornire parte dell'assemblaggio alla casa indiana, che si occuperà della parte restante del lavoro.
Lo stabilimento produttivo della Tata Nano è stato spostato nello Stato del Rajasthan, a Sanand.

## Tata GenX Nano (2015 - 2018)

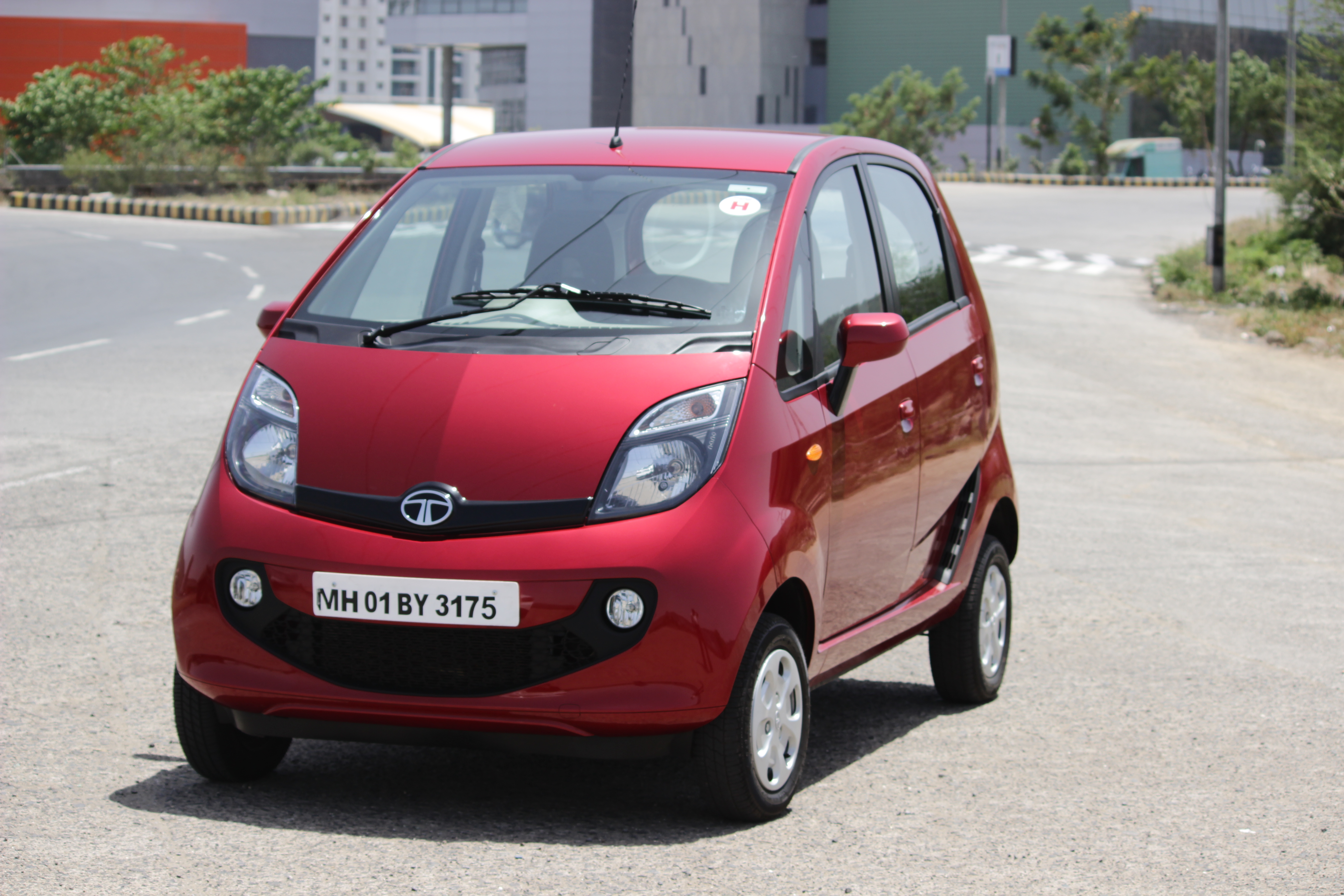
Una Tata GenX Nano

A maggio del 2015, dopo quasi 6 anni dal suo lancio ufficiale sul mercato, la Tata Nano incominciava già ad accennare i primi sintomi di anzianità, data la base economica del suo progetto che rendeva la vetturetta sempre meno appetibile al pubblico locale, perciò i vertici della Tata Motors hanno deciso di applicare un completo restyling che comprendesse sia gli interni sia gli esterni: lo scopo principale era quello di dare alla macchina un aspetto più sportiveggiante ed elegante, con l'introduzione di una griglia per l'aria a forma di nido d'ape; per distinguere il nuovo modello da quello precedente è stata affiancata la sigla GenX davanti al nome Nano per sottolineare i radicali cambiamenti; la gamma comprendeva 21 allestimenti.
Sono stati introdotti anche dei miglioramenti alla meccanica, come l'introduzione della quinta marcia, un cambio semiautomatico, il servofreno elettrico nonché l'aggiunta di alcuni optional come l'autoradio Bluetooth e l'aria condizionata; erano inoltre disponibili i cerchi in lega per i modelli "full-optional".

## Controversie
L'auto, prima della sua produzione, ha fatto inequivocabilmente scalpore sia in India che nel resto del mondo; molte polemiche hanno accompagnato la sua presentazione ufficiale: si è avuta la rivolta dei lavoratori con manifestazioni di piazza per protestare contro l'azienda per gli stipendi eccessivamente bassi, poi le proteste dei contadini per l'esproprio di alcuni terreni su cui avrebbe dovuto sorgere uno stabilimento (che sarà poi costruito a ovest del paese), e infine il dato che riguarda proprio il mercato interno indiano dell'automobile, con l'effetto dirompente di un'auto così a basso prezzo; la diretta concorrente della Nano, la Maruti 800S ha visto il proprio usato diminuito di valore del 30% in due mesi, mentre le nuove immatricolazioni della Maruti a gennaio 2008 sono diminuite del 20%.